# Earvin Morris
Earvin Morris jr. (Memphis, 28 aprile 1994) è un cestista statunitense.